# Chrysozephyrus teisoi
Chrysozephyrus teisoi är en fjärilsart som beskrevs av Jinhaku Sonan 1941. Chrysozephyrus teisoi ingår i släktet Chrysozephyrus och familjen juvelvingar. Inga underarter finns listade i Catalogue of Life.